# Pseudonyme hétéronyme
Un pseudonyme hétéronyme est un pseudonyme que prend un écrivain ; pseudonyme dont il fait un auteur fictif. L'écrivain donne à cet auteur fictif une vie propre imaginaire et un style littéraire particulier. 
Certains écrivains très connus font cela pour différentes raisons : tester leur réel talent auprès du public, écrire dans un style nouveau, gagner un deuxième prix...
A titre d'exemple : "Arnon Grünberg a publié quelques ouvrages sous le pseudonyme hétéronyme Marek van der Jagt, ce qui lui a permis de remporter deux fois le prix Anton Wachter du meilleur premier roman (pour Lundis bleus sous le nom Arnon Grünberg et pour Histoire de ma calvitie sous le nom Marek van der Jagt)."